# Грэхэм, Харрисон
Харрисон Фрэнк «Марти» Грэхэм (англ. Harrison Frank Graham; род. 9 сентября 1959 года, Филадельфия, штат Пенсильвания) — американский серийный убийца, совершивший в период с середины  1986 года по середину 1987 года серию из 7 убийств девушек и женщин, в городе Филадельфия ( штат Пенсильвания). Останки своих жертв Грэхэм хранил в своей квартире. В 1988 году Грэхэм был признан виновным и получил в качестве наказания смертную казнь. Впоследствии приговор  был изменен на уголовное наказание в виде нескольких сроков  пожизненного лишения свободы без права на условно-досрочное освобождение. По невероятному стечению обстоятельств, Харрисон Грэхэм проживал менее чем в двух километрах от дома другого серийного убийцы Гэри Хейдника, который был также арестован в этот же период за совершение аналогичной серии преступлений.

## Биография
Харрисон Марти Грэхэм родился 9 сентября 1959 года в Филадельфии, штат Пенсильвания. Был старшим ребенком в семье из пяти детей. Уже в раннем детстве у Харрисона были выявлены признаки умственной отсталости. Он не обладал общей способностью к обучаемости, благодаря чему в школьные годы имел проблемы с успеваемостью и дисциплиной. Грэхэм посещал школу «Olney High School», которую бросил из-за хронической неуспеваемости и прогулов  в 10-м классе. Его мать впоследствии утверждала, что в 1971-м же году у Харрисона было диагностировано психическое расстройство, благодаря чему последующие два года он провел в детской психиатрической больнице, однако подтверждений этому не нашлось. В начале 1970-х Грэхэм начал трудовую карьеру. В течение последующих лет он овладел множеством профессий в строительной сфере и заслужил хорошую репутацию в округе. В 1979 году он ушел из родительского дома и переехал в северную часть Филадельфии. Он нашел жилье в районе города, где проживали представители маргинального слоя общества, ведущие криминальный образ жизни. В этот период Грэхэм начал увлекаться алкогольными и наркотическими веществами и много времени начал проводить в обществе сутенеров и проституток. Он обладал высоким ростом и атлетическим телосложением, но никогда не был замечен в агрессивном поведении по отношению к окружающим и никогда не привлекался к уголовной ответственности за совершение правонарушений. В 1983 году Харрисон арендовал квартиру в социальном жилищном комплексе, где большинство квартир было заброшенными, а в самом комплексе существовала криминогенная обстановка. Ряд жителей комплекса, в том числе Грэхэм, с целью отгородить небольшой участок территории на парковке возле одного из зданий - собственноручно возвели невысокие стены с двумя небольшими окошками, через которые вели наркоторговлю. В последующие четыре годы Грэхэм превратил свою квартиру в наркопритон, которую посещали его друзья и знакомые с целью покупки и употребления наркотика, состоящего из смеси риталина и талвина. Тем не менее он не был замечен в деструктивном поведении, исправно платил арендную работу, играл с местной молодежью в баскетбол, жил на социальную пенсию по инвалидности и характеризовался соседями и знакомыми весьма положительно.

## Разоблачение
В течение летних месяцев 1987 года соседи Грэхэма пожаловались арендодателю жилищного комплекса на трупный запах, исходящий из квартиры Харрисона. После нескольких замечаний, которые он проигнорировал, 9 августа того же года, арендодатель потребовал Грэхэма освободить квартиру. Харрисон Грэхэм отказался впускать в квартиру кого-либо, собрав личные вещи перед отъездом, он заколотил входную дверь квартиры изнутри досками, покинул квартиру с помощью пожарной лестницы и скрылся. После того, как хозяин здания не смог проникнуть в квартиру и установить источник трупного запаха, он вызвал полицию. Сотрудники полиции, выбив дверь, обнаружили в квартире обнаженный труп одной чернокожей женщины и частично одетый труп другой, следы крови, наркотических средств, а также слой различного мусора высотой 40 сантиметров, груду грязных матрасов, использованные шприцы, ворох старой одежды и тряпок, под которыми в ходе осмотра были обнаружены три женских скелета. В другой комнате, в шкафу, были обнаружены завернутые в одеяло еще одни скелетированные останки женщины. В ходе осмотра крыши здания был обнаружен вещевой мешок зеленого цвета, в котором находились кости кистей рук, стоп и ног еще одной жертвы убийств, а в подвале дома было найдено захоронение, в котором находился череп, грудная клетка и тазовая кость, принадлежавшие 7-й жертве. Так как все останки, кроме двух тел, находились в состоянии сильного разложения, полиция затруднилась определить причину и время смерти каждой из жертв. Причиной смерти двух жертв, чьи тела были обнаружены первыми, было объявлено удушение. Грэхэм был объявлен в розыск, в течение последующей недели он был замечен в общественном транспорте, ресторане быстрого питания, столовой для бездомных, автомойке, но всякий раз избегал ареста. 17 августа того же года Грэхэм разыскал свою мать, которая после долгих уговоров убедила его сдаться, после чего позвонила в полицию. Харрисон Грэхэм был арестован на одной из улиц в тот же день, на расстоянии 10 кварталов от своей квартиры, после чего был доставлен в полицейский участок, где впоследствии признался в совершении 7 убийств.
После ареста Харрисон Грэхэм заявил полиции, что задушил семерых женщин после совместного употребления наркотических средств во время занятия сексом, и назвал имена пятерых жертв. Согласно его показаниям, первое убийство он совершил в конце 1986 года, а одну из жертв он убил после того, как она обнаружила останки других жертв. Судебно-медицинская экспертиза частично подтвердила его показания, сделав заключение о том, что две жертвы были задушены примерно за 10 дней до обнаружения их тел 9 августа, а смерть остальных пяти наступила от 6 до 12 месяцев назад.
Его жертвы были опознаны как 36-летняя Мэри Джетер Мэтис, 33-летняя Сандра Гудвин, 22-летняя Барбара Махоуни, 24-летняя Патриция Франклин, 28-летняя Синтия Брукс, 30-летняя Робин Дешазор и 25-летняя Валери Джеймисон.
В ходе расследования было установлено, что 30-летняя Робин Дешазор долгое время была сожительницей Грэхэма. Мать Харрисона заявила полиции, что еще в 1981 году вступила в конфликт с сыном, после того как навестила его квартиру, где он проживал вместе с Робин и был замечен в употреблении и распространении наркотических средств. Знакомый Грэхэма заявил полиции о том, что в 1984 году стал свидетелем того, как Грэхэм избивал Робин.

## Суд
Cудебный процесс над Харрисоном Грэхэмом открылся 7 марта 1988 года. Ранее обвиняемый во время предварительных судебных слушаний отказался от суда присяжных, так как полностью признал свою вину. Прокуратура требовала для него уголовного наказания в виде смертной казни, в то время как его адвокат требовал для своего подзащитного проявления снисхождения. Адвокат Грэхэма, Джоэль Молдовски заявил, что он не подлежит уголовной ответственности по причине невменяемости. По версии адвоката, вследствие умственной отсталости психофизическое развитие Грэхэма прошло с нарушениями, благодаря чему он не был способен к соблюдению моральных норм и нравственных установок. А будучи в состоянии аффекта, вызванным употреблением наркотиков, Грэхэм стал проявлять повышенную импульсивность, выражающуюся в склонности действовать без достаточного сознательного контроля, под влиянием внешних обстоятельств или в силу эмоциональных переживаний. Сам Грэхэм во время судебного процесса сохранял спокойствие и хладнокровие. 28 апреля того же года он был признан виновным по всем обвинениям, после чего 3 мая того же года получил в качестве уголовного наказания шесть смертных приговоров и одно уголовное наказание в виде пожизненного лишения свободы без права на условно-досрочное освобождение. В качестве снисхождения суд постановил, что смертные приговоры Грэхэма должны будут приведены в исполнение только после отбытия им пожизненного лишения свободы, таким образом это означало, что Харрисон Грэхэм никогда не будет казнен. После вынесения приговора Грэхэм попросил своего адвоката вернуть ему куклу в виде «Коржика» из телешоу «Улица Сезам», которая была изъята у него после ареста. Харрисон Грэхэм был очень привязан к этой кукле на протяжении нескольких лет, она была одним из немногих предметов, которые он взял с собой, когда сбежал с места убийства незадолго до разоблачения.